# Galerie Fenna de Vries
Galerie Fenna de Vries is een galerie voor moderne kunst, in de Nederlandse plaats Rotterdam. De galerie is vernoemd naar de eigenaresse.

## Geschiedenis
Fenna de Vries opende in november 1959 onder de naam Kunstzaal Fenna de Vries een galerie op de Markt in Delft. Exposanten waren de Delftse kunstenaar Harm Kamerlingh Onnes en de Rotterdamse beeldhouwer Kor Bekker. Er vonden onder andere exposities plaats van Klaas Gubbels, Aat Verhoog, Henk de Vries, Dick Cassée, Aad Veldhoen, Hannes Postma, Aart van den IJssel en Jan Schoonhoven.
De clientèle in Delft bestond deels uit studenten van de Technische Universiteit waarvoor de “De Tientjesregeling” was bedacht. Deelnemers stortten iedere maand 10 gulden en wanneer er genoeg was voor een aankoop kreeg men 10% korting.
In 1967 verhuisde de galerie naar Rotterdam, eerst naar Eendrachtsplein 18, in 1978 onder de naam De Vries & Roeloff naar de Westersingel 83. De galerie was op de bel-etage en in het souterrain. Achter het pand was een grote tuin waar beelden werden geëxposeerd van onder meer Cornelius Rogge, Kor Bekker, Carel Visser en installaties van Axel van der Kraan.